# Orazio Caccini

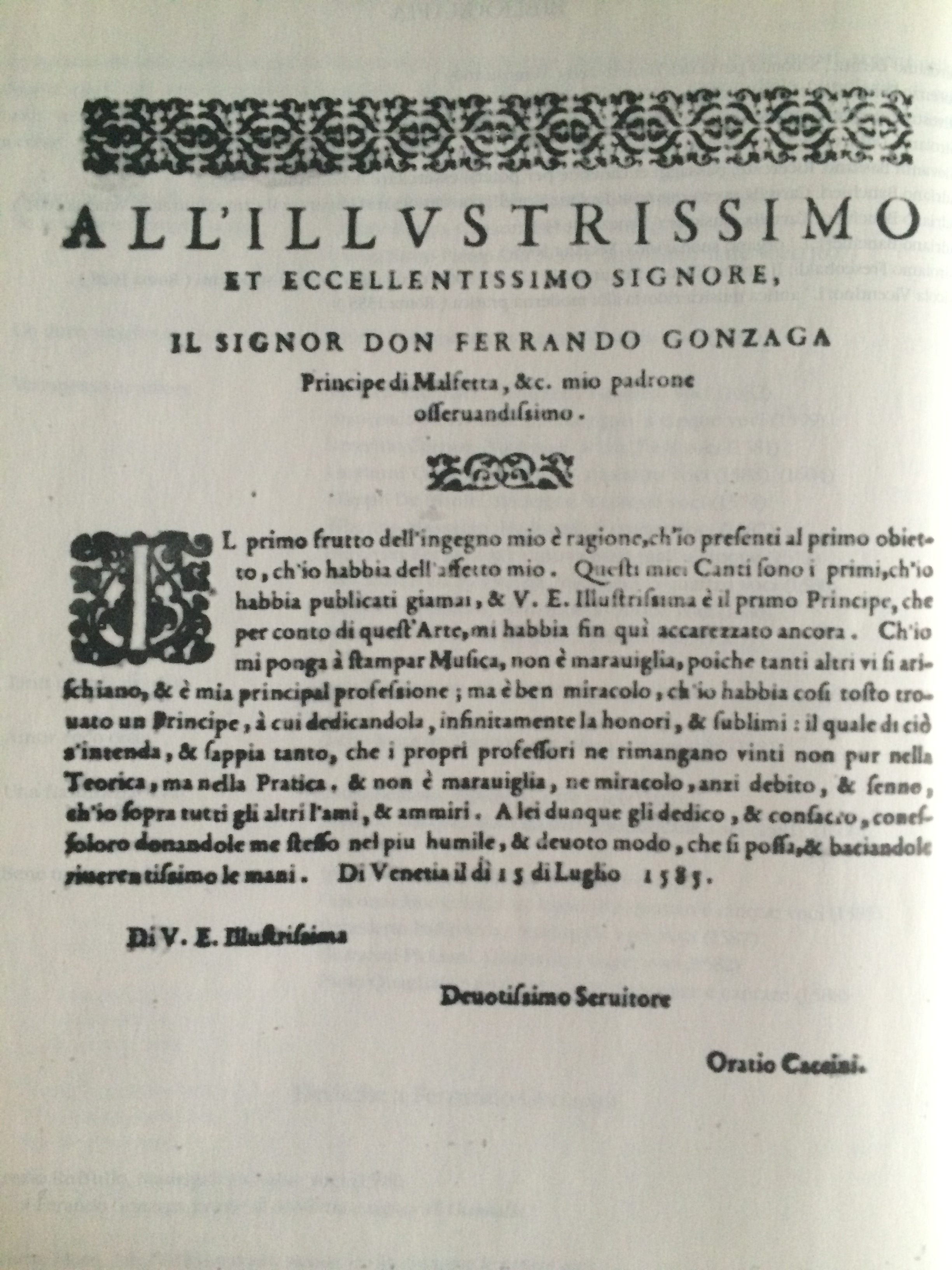

Orazio Caccini (1548) è stato un compositore italiano, rappresentante della musica polifonica; ottenne la carica di Maestro di Cappella a Roma.

## Biografia
Figlio di Michelangelo Caccini, falegname e commerciante di legname. Maggiore tra i suoi fratelli Giulio Caccini e Giovanni Caccini. Orazio Caccini fu battezzato a Roma nella basilica di San Giovanni Battista dei Fiorentini il 19 febbraio 1548. Il padre si trasferì da Montopoli in Val d'Arno, suo paese di origine al tempo territorio fiorentino, a Tivoli. Orazio Caccini intraprese la carriera di musicista. Nel febbraio 1577 assunse la carica di Maestro di Cappella nella basilica di Santa Maria Maggiore a Roma, succedendo a personaggi di grande rilievo quali Adrian Valent, Giovanni Pierluigi da Palestrina, Giovanni Maria Nanino e Ippolito Tartaglino. Lasciò il suo posto al francese Nicolò Pervé nell'agosto 1578. Intorno al 1580 trascorse un lungo periodo in Nord Italia dove compose le sue opere. Sconosciuta è la data della morte.

## Opere

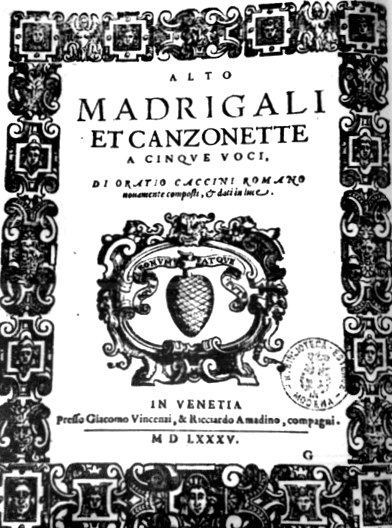

Il 15 luglio 1585 Caccini pubblicò la sua prima ed unica opera Madrigali et canzonette a cinque voci raccolta di spartiti che conteneva ventuno brani di cui i primi sei incompleti. La raccolta è dedicata a Don Ferrando (Ferrante) Gonzaga principe di Malfetta (Molfetta). La raccolta fu composta intorno al 1580 presumibilmente in Nord Italia, come dimostrerebbero sia la dedica firmata a Venezia sia la stampa per opera degli associati veneziani Ricciardo Amadino e Giacomo Vincenti. La raccolta è conservata in copia unica a Modena presso la Biblioteca Estense.
Le composizioni di Orazio Caccini sono più brevi paragonate alle composizioni di altri autori coevi della produzione musicale polifonica tardocinquecentesca. I suoi madrigali sono tesi ad esaltare il connubio suono-parola: in argomento di gioia usa parole come stelle, furor, singhiozzi e sospiri d'amore; in argomento doloroso: piangere. morire. Il compositore cercava tra le varie opere letterarie, non vincolate da una precisa forma, un'intera poesia o strofe e frammenti per ispirare la musica. I miglior letterati da cui prendeva ispirazione Caccini sono: Petrarca, Tasso, Guarini, Ariosto, Marino. Pochi anni dopo l'uscita in stampa dei suoi Madrigali si affermano le nuove correnti sostenitrici della monodia e dello stile detto recitar cantando. Suo fratello minore Giulio Caccini rappresentò uno dei maggiori esponenti di questo stile.
Al suo 450º anniversario della sua nascita è stata dedicata la ripubblicazione delle sue opere e la pregevole opera discografica allegata, entrambe realizzate dal gruppo italiano Il Rossignolo. Promosso dalla Regione Toscana, il Comune di Montopoli in val d'Arno, la Provincia di Pisa, la Cassa di Risparmio di San Miniato e l'Accademia Musicale Caccini.
TAVOLA DEI MADRIGALI E LORO CHIAVI ORIGINALI ( chiavi indicate dal registro acuto al grave nell'ordine delle voci: canto, alto, tenore, quinto e basso)
| I.     | Bianca e vermiglia           | violino, mezzo soprano, (mancante), violino, baritono   |
| II.    | Se quanto più m'appresso     | violino, mezzo soprano, (mancante), contralto, baritono |
| III.   | Credo ben che la notte       | violino, mezzo soprano, (mancante), contralto, baritono |
| IV.    | Ne laccio ne catene          | violino, mezzo soprano, (mancante), contralto, baritono |
| V.     | Amor che debbo far           | violino, mezzo soprano, (mancante), contralto, baritono |
| VI.    | Deh parla ardito amante      | violino, mezzo soprano, (mancante), contralto, baritono |
| VII.   | Di perle e di rubin          | violino, mezzo soprano, contralto, contralto, baritono  |
| VIII.  | Un tempo piansi              | violino, mezzo soprano, tenore, contralto, baritono     |
| IX.    | Tutto il dì piango           | violino, mezzo soprano, contralto, contralto, baritono  |
| X.     | Per cittade per villa        | violino, mezzo soprano, contralto, baritono             |
| XI.    | Se le stelle e l'empia sorte | violino, mezzo soprano, contralto, contralto, tenore    |
| XII.   | Un duro scoglio in mar       | violino, mezzo soprano, contralto, contralto, tenore    |
| XIII.  | Veramente in amore           | soprano, contralto, tenore, mezzo soprano, basso        |
| XIV.   | Tanti martir mi date         | soprano, contralto, tenore, soprano, basso              |
| XV.    | Quel dì ch' io remirai       | soprano, contralto, tenore, soprano, basso              |
| XVI.   | Rallegrano il mio cor        | soprano, contralto, tenore, soprano, basso              |
| XVII.  | L'hora ch' io non ti vedo    | soprano, contralto, tenore, soprano, basso              |
| XVIII. | Amor ecco colei              | soprano, contralto, tenore, soprano, basso              |
| XIX.   | Una fiammella viva           | soprano, contralto, tenore, soprano, basso              |
| XX.    | Bene mio tu m'hai lasciato   | soprano, contralto, tenore, soprano, basso              |
| XXI.   | Se gli occhi tuoi            | violino, mezzo soprano, contralto, contralto, baritono  |

## I Testi
(I testi completi dei madrigali di Orazio Caccini)
| I. Bianca e vermiglia rosa Di pianta non spinosa Onde colta maggiore Rendesti al mond' odore E fusti al ciel si cara Ch' al mondo unica sei non dico rara.            |
| II. Se quanto più m'appresso al vostro sguardo Più ogn'hor m'infiam' et ardo S' in me bramate maggior fiam' et foto Fate ch' a voi m'appressi un poco poco.           |
| III. Credo ben che la notte vi pensate Li guai che'l dì mi date Per farm' ogn'hor sentire Nova pena e dolor novo martire.                                             |
| IV. Ne laccio ne catene mai mi cinse Ne nodo strinse del Tiranno Amore Ma voi voi sol ben mio legasti il core.                                                        |
| V. Amor che debbo far che mi consigli La mia nemica mi s'asconde e fugge E quanto più la servo più mi strugge.                                                        |
| VI. Deh parla ardito amante Che non ha di diamante La tua nemicaa il petto Ne un crudo cor può star in dolce aspetto.                                                 |
| VII. Di perle e di rubin la bocca amena E la fronte serena Fan sol' al mondo come la Fenice Colei ch'è del mio cor sola Beatrice.                                     |
| VIII. Un tempo piansi et hor giubilo e canto Che quel fiero tiranno detto Amore Non ha ver me più forza ne valore.                                                    |
| IX. Tutto il dì piango e mai trovo riposo La notte mi raddoppia il mio gran male In questa breve mia vita mortale.                                                    |
| X. Per cittade per villa e per castella Cercando andai quel che nasconde Amore Ohime c'ho perso con la vita il core.                                                  |
| XI. Se le stelle e l'empia sorte Mi minaccian sempre morte Pur che tu mi vogli bene Mi seran dolci le pene.                                                           |
| XII. Un duro scoglio in mar costante e forte Si mostra contr' al gran furor de l'onde Et io fra l'onde amare del mio pianto D'esser scoglio di fer mi glorio e vanto. |
| XIII. Veramente in Amore Si prova ogni dolore Ma fuor d'ogn' altro avanza Il viver sempre mai fuor di speranza.                                                       |
| XIV. Tanti martir mi date Quant' havete beltate Hor voi che ben sapete Quante bellezze havete Mirate quanti guai Pato senza trovar pietà giamai.                      |
| XV. Quel dì ch' io remirai I tuoi celesti rai Mi donar tanti guai Ch'a l'alma sento Mille pene d'Amor senza tormento.                                                 |
| XVI. Rallegrano il mio cor tuoi chiari lumi E fanno lieti i miei spirti affannati Deh non tenerli hoime tanto celati.                                                 |
| XVII. L'hora ch' io non ti vedo l'alma mia Sta mal contenta e ria E li miei spirti son si afflitti e lassi Che meco per pietà piangono i sassi.                       |
| XVIII. Amor ecco colei Che non prende pietà di dolor miei Pungil' il cor si forte A ciò non sia cagion de la mia morte.                                               |
| XIX. Una fiammella viva D'ogni mio ben mi priva E quant o più la miro Più lass' ogn' hor sospiro O sfortunato amante Che val'esser costante.                          |
| XX. Bene mio tu m'hai lasciato Senza speranza e senz'alcun conforto E poi non voi che per te resti morto moriro, si, cor mio Deh non mi far morire.                   |
| XXI. Se gli occhi tuoi sono quadrell' e dardi Onde trafiggi a chi ti mira il core Meraviglia non è se st' alma more.                                                  |

Fonti letterarie e dediche

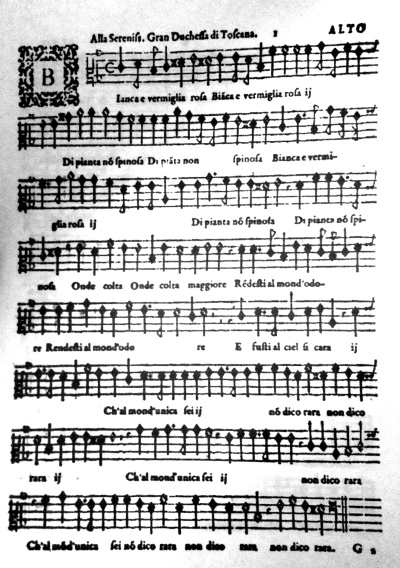

- I Bianca e vermiglia rosa - Alla sereniss. Gran Duchessa di Toscana
- VI Deh parla ardito amante - Alla illustre Signora Beatrice Torella
- VII Di perle e di rubin - Alla illustre Signora Beatrice Torella
- VIII Un tempo piansi - Fonte testo letterario: Don M. Tulio Angelio. Alla sereniss. Gran Duchessa di Toscana
- XI Se le stelle e l'empia sorte - Fonte testo letterario: Don M. Tulio Angelio.
- XIII Veramente in amore - Fonte testo letterario: (incertezza) Pietro Bembo

Tavola di raffronto
(Testi poetici messi in musica da Orazio Caccini pubblicati da vari compositori nelle loro raccolte)
| Amore che debbo far. Se le stelle e l'empia sorte | Camillo Lambardi, Madriagali a quattro voci (1609) Cesare Borgo, Canzonette a tre voci (1584), (1591) Giulio Santo Pietro Del Negro, Terzo libro a tre voci (1607) |
| Un duro scoglio in mar                            | Nicolò Toscano, Canzonette a quattro voci (1584) |
| Veramente in amore                                | Jacques Archadelt, Madrigali a quattro voci (1632) Francesco Maria Borelli, Madrigali a 5,6,7 e 8 voci (1581) Giovanni Croce, Canzonette a quattro voci (1588) (1604) Filippo De Monte, Madrigali a cinque voci (1612) Giovanni P.Da Palestrinam Madrigali a quattro voci (1586) Lodovico Spontoni, Madrigali a cinque voci (1586) Annibale Stabile, Madrigali a cinque voci (1585). |
| Tanti martir mi date                              | Jean De Macque, Madrigaletti e Napolitane a sei (1581) (1600) |
| Amor ecco colei                                   | Jacob Regnart, Canzoni italiane a cinque voci (1581) |
| Una fiammella viva                                | Paolo Bellasio, Villanelle a tre voci (1592) Jean De Macque, Madrigaletti e Napolitane a sei (1581) (1600) |
| Bene mio tu m'hai lasciato                        | Ippolito Baccusi, Madrigali a sei voci (1587) Giacomo Moro, Encomii musicali a quattro e cinque voci (1585) Benedetto Pallavicino, Madrigali a sei voci (1582) Paolo Quagliati, Canzonette a tre da sonare e cantare (1588) |

## Bibliografia

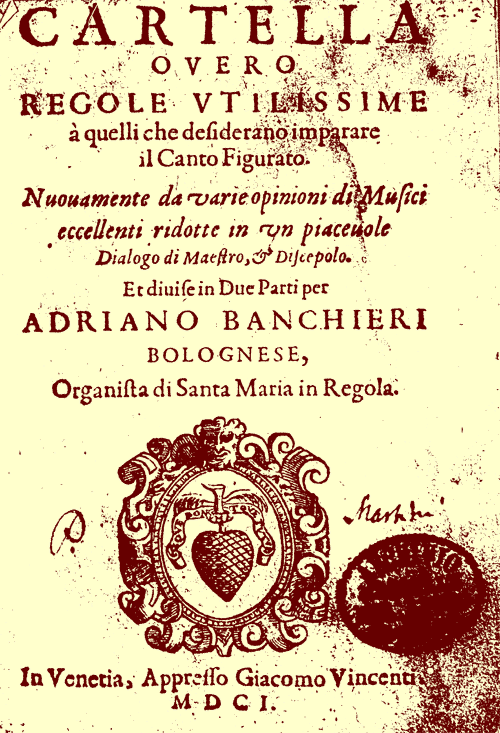
"Cartella overo regole utilissime a quelli che desiderano imparare il canto figurato " Adriano Banchieri